# Aek Haruaya
Aek Haruaya is een bestuurslaag in het regentschap Padang Lawas Utara van de provincie Noord-Sumatra, Indonesië. Aek Haruaya telt 183 inwoners (volkstelling 2010).